# ジオスコーポレーション
ジオスコーポレーション株式会社は、かつて存在した日本の企業。愛知県名古屋市中区大須に本社を置き、英会話教室や学習塾の運営のほかアジアン雑貨・家具の輸入販売を行っていた。

## 概要
1995年（平成7年）設立。愛知県を中心にのアジアン雑貨・家具の輸入販売店「楽居風」（らいふ）を展開するほか、2010年（平成11年）にはジー・エデュケーション株式会社より英会話教室「GEOS」事業を継承した。
なお、GEOS事業の継承以前は、ジー・エデュケーションやブックオフコーポレーション、リユースプロデュースとのフランチャイズ契約を結んでおり、教育事業として学習塾の「ITTO個別指導学院」や英会話の「NOVA」、リユース事業としてブックオフおよびビーライフを展開していた。

## 沿革
- 1995年（平成7年）6月21日 - 有限会社生活考房として設立。
- 1999年（平成11年）9月 - 株式会社に組織変更。
- 2005年（平成17年）12月 - タイのバンコクに子会社のS-kobo(Thailand)を設立。
- 2010年（平成22年）10月 - ジー・エデュケーション株式会社（現・自分未来アソシエ株式会社）より英会話スクール「GEOS」事業を継承。
- 2011年（平成23年）5月16日 - ジオスコーポレーション株式会社に商号を変更。
- 2011年（平成23年）6月1日 - 家具等販売部門を、株式会社楽居風に分割
- 2012年（平成24年）10月1日 - 自分未来アソシエ株式会社と合併。

## 店舗・校舎
- 楽居風 - 8店舗
- こどもジオス - 47校
- GEOS×NOVA - 19校
- GO★UP! - 4校

## 事業所
- 本社（愛知県名古屋市中区）
- 横浜オフィス（神奈川県横浜市西区）
- バリ事務所（インドネシア）
- カトマンズ事務所（ネパール）